# جابرييل سباهيو
جابرييل سباهيو (بالرومانية: Gabriel Spahiu)‏ هو ممثل روماني، ولد في 21 مارس 1968 ببوخارست في رومانيا.

## وصلات خارجية
- جابرييل سباهيو على موقع IMDb (الإنجليزية)
- جابرييل سباهيو على موقع ألو سيني (الفرنسية)
- جابرييل سباهيو على موقع أول موفي (الإنجليزية)
- جابرييل سباهيو على موقع قاعدة بيانات الأفلام السويدية (السويدية)
- جابرييل سباهيو على موقع قاعدة بيانات الفيلم (الإنجليزية)
- جابرييل سباهيو على موقع كينوبويسك (الروسية)